# Црвена књига Руске Федерације
Црвена књига Руске Федерације (RDBRF), такође позната и као "Црвена књига" (рус. Красная книга) или Руска Црвена књига је државни документ за документовање ретких и угрожених врста животиња, биљака и гљива. Књига је усвојен од стране Русије и ЗНД земаља да предузму општи споразум заштите ретких и угрожених врста.
Књига представља централизован извор информација за истраживање и програм мониторинга ретких и угрожених врста и места њиховог станишта. Он је редовно консултован у развоју и спровођењу посебних мера за заштиту и опоравак тих врста.

## Категорије црвене књиге и њена објашњења
| Категорија | Категорија                      | Значење |
| Индекс     | Наслов                          | Значење |
| ---------- | ------------------------------- | --- |
| 0          | Вероватно изумрли               | Таксони и популације које су насељавале руску територију (или морско подручје) у прошлости и чије присуство није потврђено 50 година.                                                 |
| 1          | Угрожени                        | Таксони и популације чија се бројност смањила на критичне нивое, тако да могу изумрети у блиској будућности.                                                                          |
| 2          | Смањење броја                   | Таксони и популације чији се број стално смањује. Ако се негативни фактори који умањују бројност наставе, таксони се могу преместити у категорију 1 у блиској будућности.             |
| 3          | Ретко                           | Таксони и популације са малим бројем јединки које насељавају ограничену територију (или морско подручје), или су спорадично распоређене на великој територији (или морском подручју). |
| 4          | Неизвестан статус               | Таксони и популације које наизглед спадају у једну од наведених категорија, али постоје знатне празнине у знању о њима или не испуњавају баш критеријуме за друге категорије.         |
| 5          | Рехабилитирани и рехабилитовани | Таксони и популације чији се број и распрострањеност обнавља или опоравља услед заштитних мера. Они су близу стања стабилне егзистенције без хитних мера заштите и рехабилитације.    |